# Bleg rørhat
Bleg rørhat (latin: Boletus impolitus) er en svampeart beskrevet første gang i 1838. Boletus impolitus indgår i slægten rørhatte og familien Boletaceae.  Der er ikke angivet underarter i Catalogue of Life.
Bleg rørhat er primært udbredt i Sydeuropa omkring Middelhavet. Arten er sjælden i Nordeuropa. Bleg rørhat vokser ofte under egetræer på kalkholdig eller leret bund. 